# John Howard (Philanthrop)

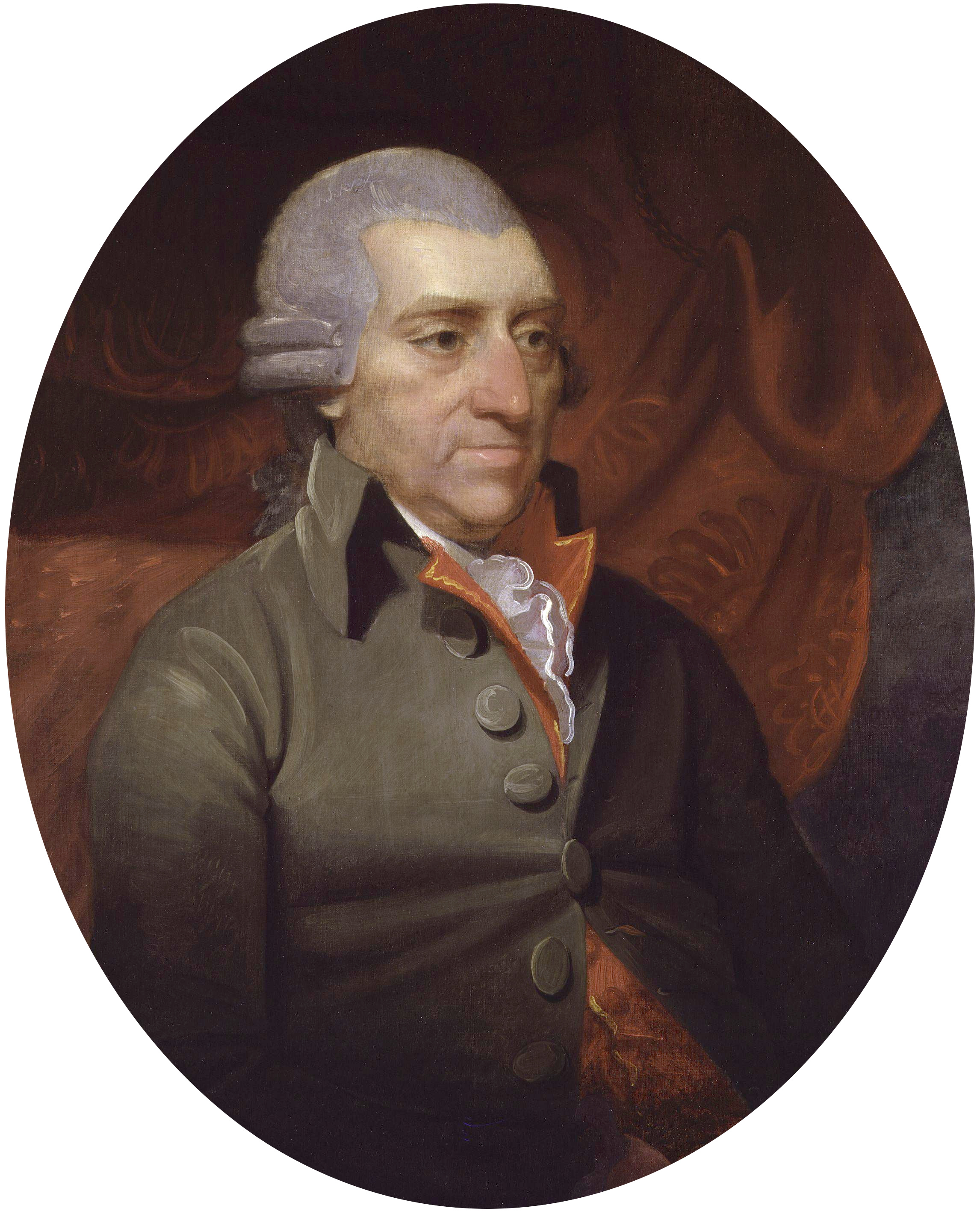
Mather Brown: John Howard, 1789.

John Howard (* 2. September 1726 in Hackney oder Enfield bei London; † 20. Januar 1790 in Cherson, Ukraine) war ein englischer Philanthrop und Reformer des Strafvollzugs.

## Leben
Sein Lebenswerk war die Reform der Staatsgefängnisse, die er systematisch begründete und damit in England eine neue Gesetzgebung hervorrief, die dann sukzessive den europäischen Strafvollzug wesentlich humaner gestaltete (bedeutendste Schrift: The State of the Prisons in England and Wales, erste Ausgabe erschienen Warrington, Eyres, 1777). In Deutschland wurden seine Reformgedanken vor allem durch den evangelischen Anstaltsgeistlichen Heinrich Balthasar Wagnitz (1755–1838) bekannt, der sich besonders für eine qualifizierte Berufsausbildung der Inhaftierten einsetzte.
Seine Schrift An account of the principal lazarettos galt dem Zustand von Europas Krankenanstalten und bewirkte in verschiedenen Ländern eine Reform ihrer Lazarette.
In seinem Todesjahr 1790 wurde Howard in die American Academy of Arts and Sciences gewählt. Von der Pappelinsel im Park von Ermenonville inspiriert, ließ Gräfin Helena Potocka seine aus Cherson überführten sterblichen Überreste auf ihrer Rousseau-Insel im Park von Kowaliwka (Ukraine) beisetzen.